# Helen Kilpatrick

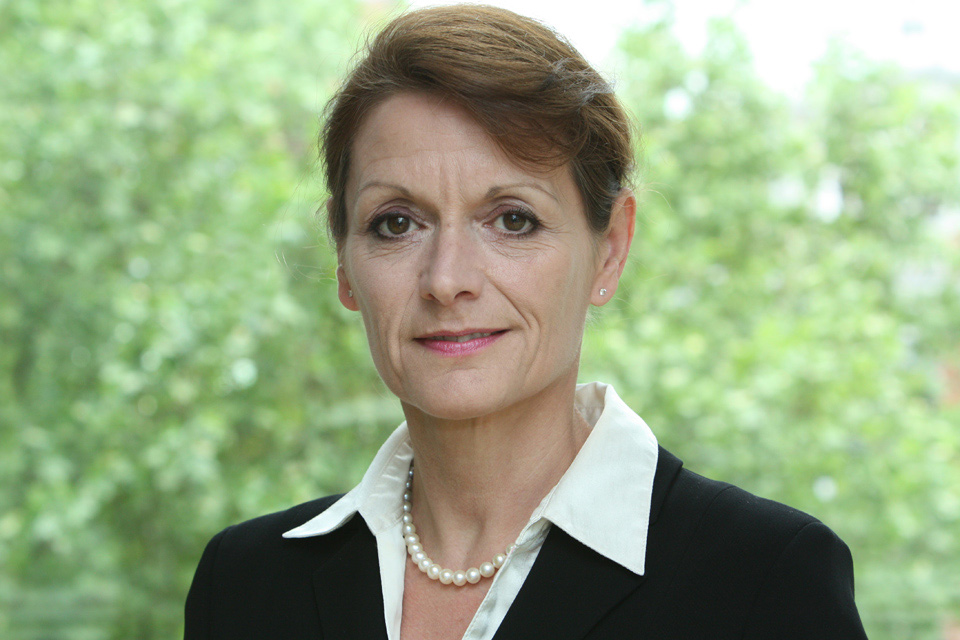

Helen Marjorie Kilpatrick CB (nascida em 9 de Outubro de 1958) é membro da HM Diplomatic Service. Em Setembro de 2013, ela foi indicada pela Rainha Elizabeth II para representar a Rainha como Governadora das Ilhas Cayman no Caribe.